# Acrion
Acrion foi um filósofo locriano e pitagórico.  Ele é mencionado por Valério Máximo sob o nome de Arion. De acordo com William Smith, Arion é uma leitura falsa de Acrion.